# Międzyrzecze (rejon szeptycki)
Międzyrzecze (ukr.  Межиріччя, Meżyriczczia), do 1940 Parchacz (ukr.  Пархач), 1940–47 Szewczenkowe (ukr.  Шевченкове) – wieś na Ukrainie, w rejonie szeptyckim obwodu lwowskiego, nad Ratą. Miejscowość liczy około 1100 mieszkańców.
Do 2020 w rejonie sokalskim.

Do 2024 w rejonie czerwonogrodzkim.
Wieś starostwa grodowego bełskiego na początku XVIII wieku. W II Rzeczypospolitej do 1934 roku samodzielna „gmina jednostkowa Parchacz”. Następnie wieś należała do zbiorowej wiejskiej gminy Parchacz w powiecie sokalskim w woj. lwowskim, której była siedzibą.
W związku z poprowadzeniem nowej granicy państwowej na Bugu i Sołokii, wieś wraz z całym obszarem gminy Parchacz znalazła się w Związku Radzieckim. W 1940 roku siedziba rejonu szewczenkowskiego W 1947 roku zmieniono nazwę wsi na Międzyrzecze.
W lutym 1944 nacjonaliści ukraińscy z OUN - UPA zamordowali tutaj 60 Polaków, rabując i paląc polskie zagrody oraz kościół filialny. Ciężko poranili także 4 dzieci z małżeństwa polsko-ukraińskiego. Uratowali je żołnierze niemieccy, którzy zawieźli je do klasztoru w Krystynopolu, gdzie zostały wyleczone.
W Parchaczu urodził się Władysław Żeleński (1903–2006) – polski prawnik, historyk i publicysta, bratanek Tadeusza Boya-Żeleńskiego.